# Rain in Face
Rain in Face (auch Robert Lottridge; * 10. Februar 1885; † September 1968) war ein Lacrossespieler. Bei den Olympischen Sommerspielen 1904 im amerikanischen St. Louis MO gewann er gemeinsam mit Black Hawk, Black Eagle, Almighty Voice, Flat Iron, Spotted Tail, Half Moon, Lightfoot, Snake Eater, Red Jacket, Night Hawk und Man Afraid Soap die Bronzemedaille im ersten Lacrossewettbewerb der Olympischen Spiele.

## Leben und Karriere
Rain in Face – wie seine Mannschaftskollegen aus der Umgebung von Brantford stammend und wahrscheinlich ein Mohawk, möglicherweise jedoch ein Mitglied eines anderen Irokesenstamms – trat mit den Mohawk Indians of Canada bei den Olympischen Spielen als zweites kanadisches Team neben den Winnipeg Shamrocks an. Der Outside Home konnte eine Niederlage im einzigen Spiel gegen die Mannschaft der St. Louis Amateur Athletic Association nicht verhindern. In den Statistiken werden sie heute als Bronzemedaillengewinner geführt, 1904 bekamen die Drittplatzierten jedoch noch keine Medaillen.